# Шуман, Манфред
Манфред Шуман (нем. Manfred Schumann, 7 февраля 1951, Ганновер, Нижняя Саксония) — западно-германский легкоатлет и бобслеист, разгоняющий, выступавший за сборную ФРГ во второй половине 1970-х годов. Участник двух Олимпийских игр, серебряный и бронзовый призёр Инсбрука, чемпион мира.

## Биография
Манфред Шуман родился 7 февраля 1951 года в городе Ганновер, земля Нижняя Саксония. С ранних лет полюбил спорт, пошёл в лёгкую атлетику, в частности, занимался бегом с барьерами. Добился в этом виде спорта некоторых успехов и заслужил право защищать честь страны на летних Олимпийских играх 1972 года в Мюнхене, но остался вдалеке от призовых позиций, на дистанции 110 м показав время 14,13 секунды.
Вскоре после этих соревнований понял, что не сможет добиться в лёгкой атлетике выдающихся достижений, поэтому решил попробовать себя в бобслее, прошёл отбор в национальную сборную и присоединился к команде в качестве разгоняющего. Уже в 1974 году Шуман вместе с пилотом Вольфгангом Циммерером одержал победу на чемпионате мира в швейцарском Санкт-Морице, а в 1976-м они отправились на зимние Олимпийские игры в Инсбрук, где при поддержке разгоняющих Петера Уцшнайдера и Бодо Битнера завоевали бронзу в зачёте четвёрок, а двухместным экипажем взяли серебро.
В 1977 году Манфред Шуман пополнил медальную коллекцию бронзовой наградой с мирового первенства, в 1979-м добавил в послужной список очередную серебряную медаль. К тому времени у него четыре раза было порвано ахиллово сухожилие, поэтому вскоре после этих состязаний Шуман принял решение завершить карьеру профессионального спортсмена, уступив место молодым немецким бобслеистам.